# Symplocos glauca
Symplocos glauca là một loài thực vật có hoa trong họ Dung. Loài này được (Thunb.) Koidz. miêu tả khoa học đầu tiên năm 1925.